# Yiruma
Yiruma (születési neve: I Ruma, koreaiul: 이루마; Dél-Korea, 1978. február 15. –) nemzetközileg ismert zongorista és zeneszerző.
A Yiruma művésznév koreai nyelven annyit tesz: „elérlek”, „a szívedbe lopom magam”. Yiruma telt házas koncerteket ad Ázsiában, Európában és Észak-Amerikában egyaránt. Az angliai King’s College Londonban végezte tanulmányait – ez hozta meg számára az európai népszerűséget és hírnevet. Legismertebb darabjai közé tartozik a River Flows In You, a Kiss The Rain és a May Be. Legnépszerűbb albuma, a First Love 2001-ben látott napvilágot.
5 éves korában kezdett zongorát tanulni és 11 éves volt, mikor Londonba költözött avégett, hogy a Purcell Schoolban mélyítse el zenei tudását. Több évig dél-koreai és brit kettős állampolgársággal bírt, 2006-ban viszont az utóbbit feladta dél-koreai haditengerészetben való szolgálatáért.

## Biográfia
I Ruma Dél-Koreában született, de Angliában tanult és nőtt fel. 5 évesen kezdett zongorázni tanulni, ezután költözött London-ba 1988-ban. Mint zenész, részese volt az 1996-ban felvételre kerülő The Musicians of Purcell (DECCA Records) c. album létrejöttének. 1997 júliusában érettségizett, majd folytatta tanulmányait, s befejezte a King’s College Londonban 2000 júniusában.
Az ígéretes zongorista még King’s College-i évei alatt a DECCA Records támogatásával adta ki első lemezét, a Love Scene-t. Egyetemista korában részt vett egy európai zenei turnén is. A hazájában történelmet író művész volt az első koreai zongorista, aki lehetőséget kapott arra, hogy megszólaltassa hangszerét a 2002-ben megrendezésre kerülő Midem-gálán Cannes-ben. Karrierjének kezdeti éveiben csak Európában és Ázsiában jelentek meg albumai, de napjainkra már elérhető az iTuneson, az Amazonon és Yiruma kiadójánál, a STOMP Recordsnál.
Második, egyben legkelendőbb albumát, a First Love-ot 2001-ben jelentette meg. Ezen a lemezen található méltán híres szerzeménye a River Flows In You – 2001-óta már két albumon (First Love [Repackaged], Wedding Essetials: The Ceremony) is „újra jelent”.
Harmadik albuma, a From The Yellow Room 2003-ban látott napvilágot. Az előrendelési listák élére került, ahogyan számos zenei toplisták első helyein szerepelt, beleértve a Yes24, a Phono és a Hot Tracks-et is. 
12 állomásos koreai turnéján előadásai telt házasak voltak, hasonlóképpen novemberi koncertje a Seoul Arts Centerben.
Soron következő, negyedik albuma, a POEMUSIC 2005-ben jelent meg. Ebben az évben felkérést kapott, hogy megkomponálja egy népszerű KBS (Korean Broadcasting System) dráma, a Spring Waltz betétdalát.
Érdekesség, hogy ötödik albumának, a H.I.S. Monologue-nak anyagát egy restaurált zongorán játszotta fel.

## Zenei stílusa
Yiruma zenei stílusát gyakran tévesen határozzák meg. Mivel művei népszerűek olyan hallgatók körében, akik nem jártasak a  klasszikus komolyzenében, gyakran ezekhez hasonló stílusirányzatokhoz sorolják: új klasszikus zene vagy kortárs klasszikus. Ez köszönhető mind az instrumentális szóló zongorajátékának, mind a zenei értelemben vett futamok irányába való tendálásának. Bár zeneszerzői tanulmányait jellemezte a komolyzene preferálása, ez jelentős hatást mégsem gyakorolt darabjainak felépítésére, zongorajátékára. Zenéjét néha egyszerűen a populáris kategóriába sorolják. Ezt bizonyítja, hogy River Flows In You című szerzeménye bekerült a Wedding Essentials: The Ceremony c. gyűjteménybe. Az iTunes Store-ban világhírű zenészként, s New Age-művészként kategorizálják. Zenéjének szerkezete – mozgalmasságát és játék-nehézségét illetően – The Royal Conservatory of Music skáláján 7-es szintet ér el. Munkáit a dallamosság és az ismétlések teszik jellegzetessé, bár szerkezetük inkább emlékeztet népszerű darabokra, mint a hagyományos zongoraszóló kompozíciókra. Yiruma darabjai egyszerű dallamok, ezáltal azonnal fülbemászó a modern hallgató számára.
Yiruma számos musical, film, színdarab zenéjét szerezte. Miközben egyre sikeresebb lett és nemzetközi karrierre tett szert, teljesítette hazája iránti kötelességét, melyet megkövetelt a tengerészet. 2006-ban feladta brit állampolgárságát és bevonult a koreai haditengerészetbe. Miután teljesítette szolgálatát, 2008-ban egy visszatérés-koncertturnéval örvendeztette meg rajongóit – a Ribbonized húsz koreai várost érintett.
Sokan azt mondják, New Age-előadó, de Yiruma vallja: „Keresztény ember vagyok, nem hiszek a New Age-ben. A legtöbben félreértenek engem.” Ötödik albumán találhatunk olyan műveket, melyek konkrétan utalnak kereszténységére (pl. Uram, fogd a kezem, Menny, Ő tartja számon a nevem.)

## Magánélete
Yiruma 2007. május 27-én vette feleségül Son Hye-Im-t. A 27 May c. darabja feleségéhez fűződő érzelmeit tükrözi. (Hye-Im húga híres koreai színésznő, Son Tae Young.)

## Stúdióalbumai
- 2001 Love
- 2001 First Love
- 2003 From The Yellow Room
- 2005 Destiny of Love
- 2005 Poemusic
- 2006 H.I.S. Monologue
- 2008 P.N.O.N.I

## Élő felvétel
- 2005 Live at HOAM Art Hall

A 2005-ben megjelenő Live at HOAM Art Hall c. gyűjteményen találhatóak azok a felvételek, melyeket a seouli HOAM Műcsarnok-koncertek során rögzítettek. Yiruma „rajongói” között ahogyan akadnak lelkes nők, fiatal diákok és szülők, úgy az idősebb korosztályból is jócskán keresik és megtalálják zenéjében a nyugtató és inspiráló hatást. Ezen a korongon található dallamai eltérnek a stúdióban felvettektől, mivel különösen élőben tükröződik ki a művész ajándéka, mely képes a zenét és a szórakozást egybeönteni. Általa a közönségben ülők felüdülést és békét nyernek a rohanó, kaotikus mindennapokban. Az album tartalmazza mindazokat a 2003-2004-es turnéfelvételeket, melyek telt házas koncertjein és jótékonysági rendezvényein csendültek fel. Az anyag HD-kamerákkal került felvételre, melyek biztosítják a tökéletes minőségű hangzás élményt, különös figyelemmel kísérik a közönség reakcióit, Yiruma arckifejezéseit és ujjainak villámgyors táncát a billentyűkön.

## Filmzenéi
Az Oasis and Yiruma 2002. június 20-án jelent meg. Ő komponálta az Oasis c. film zenéjét, melyet Lee Chang-dong rendezett. Az album mintegy meghívás a hallgatóság számára, hogy átéljék a színészek által kifejezett érzelmeket. A Doggy Poo gyermekmese filmzenéje 2002. december 17-én került a nagyközönség elé. A művész messze legnépszerűbb szerzeménye az albumról a Dream.

## Fordítás
- Ez a szócikk részben vagy egészben  a   Yiruma című angol Wikipédia-szócikk fordításán alapul.  Az eredeti cikk szerkesztőit annak laptörténete sorolja fel. Ez a jelzés csupán a megfogalmazás eredetét és a szerzői jogokat jelzi, nem szolgál a cikkben szereplő információk forrásmegjelöléseként.